# Spondyliosoma emarginatum
Spondyliosoma emarginatum — вид окунеподібні риб родини Спарові (Sparidae).

## Поширення
Вид поширений на південному заході Індійського океану. Трапляється вздовж узбережжя Південно-Африканської Республіки на глибині до 60 м. Зафіксоване одне спостереження виду поблизу південного узбережжя Мадагаскару.

## Опис
Риба завдовжки до 45 см.

## Спосіб життя
Морський, демерсальний вид. Мешкає на кам'янистому дні, де живе серед водоростей. Живиться дрібними водоростями та ракоподібними. Ікру самиця відкладає на мілководді. Кладку охороняє самець до вилуплення молоді.